# Johannes (bier)
Johannes (Blond Gents Stadsbier)  is een Belgisch bier van hoge gisting.
Het bier wordt sinds 2007 gebrouwen door Johan en zijn zoon in Brouwerij De Graal te Brakel voor het Trappistenhuis te Gent. 
Het is een blond streekbier, gebrouwen volgens Middeleeuwse traditie met een alcoholpercentage van 6,5%. De naam verwijst naar Johan, eigenaar van het Trappistenhuis.